# Isabel Díez de la Lastra Barbadillo
María Isabel Diez de la Lastra Barbadillo (n. Madrid, 1944) es una política española. Posee una licenciatura en filosofía y letras, habiendo sido diputada por la circunscripción electoral de la provincia de Alicante, del Partido Popular de la Comunidad Valenciana, a las elecciones generales de España de 1996 y en las de 2000.

## Iniciativas como diputada[3]
- Fecha prevista para la transposición de la Directiva 97/11/CE por la que se modifica la Directiva 85/337/CEE relativa a la evolución de las repercusionesde determinados proyectos públicos y privados sobre el medio ambiente.
- Objetivos previstos por el director general del Ente Público Radiotelevisión Española.
- Inclusión entre los objetivos de la programación de Radiotelevisión Española.
- Características del espacio "España en Comunidad", elaborado por los centros territoriales de Televisión Española.
- Previsiones del Ministerio de Medio Ambiente en cuanto a la mejora de la calidad del agua del río Segura, como consecuencia de las actuaciones que llevan a cabo en el marco del Plan Global para la Recuperación Ambiental del río Segura.

## Honores
- 2002: vicepresidenta segunda de la Comisión mixta de los derechos de la mujer, III Foro Euromediterráneo de Mujeres Parlamentarias.[4]